# Parakrama Samudra
Parakrama Samudra (ou « la mer du roi Parakrama ») est un lac de barrage peu profond, composé de cinq réservoirs séparés (thopa, dumbutulu, erabadu, boo, katu) reliés par des canaux étroits à Polonnâruvâ, Sri Lanka.
Le réservoir le plus au nord est le plus ancien et appelé Topa wewa (Du cinghalais wewa, lac ou réservoir) construit vers 386 après J.-C. La partie médiane Eramudu wewa et la partie la plus méridionale, et la plus haute en altitude, Dumbutula wewa, ont été ajoutées et le réservoir agrandi sous le règne du roi Parakramabahu I.